# Antoine Coypel

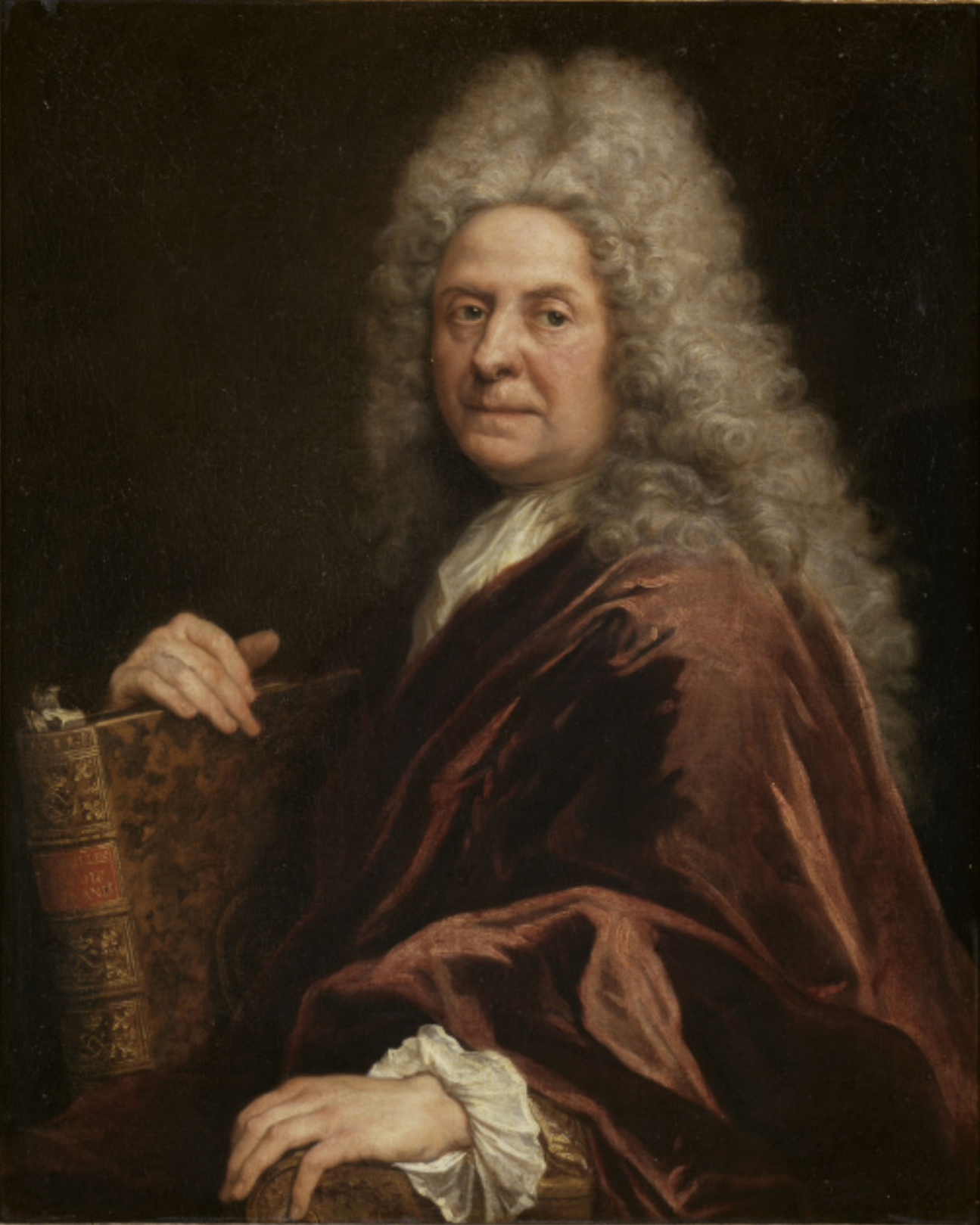
Selbstbildnis, 1715

Antoine Coypel (* 11. April 1661 in Paris; † 7. Januar 1722 ebenda) war ein französischer Hofmaler. 

## Leben und Werk
Coypel war der ältere Sohn des Malers Noël Coypel mit der Portraitmalerin Madeleine Hérault und der Bruder des Malers Noël-Nicolas Coypel. Nach erstem künstlerischen Unterricht durch seinen Vater wurde Coypel Schüler von Charles Le Brun am „College d'Harcourt“.
Mit elf Jahren begleitete Coypel 1672 seinen Vater nach Rom, da dieser dort mit der Leitung der „Académie de France“ betraut worden war. Seine Zeit dort nutzte Coypel zum Studium der alten Meister. In den päpstlichen Kunstsammlungen kopierte er hauptsächlich Werke von Raffael; die Werke von Annibale Carracci, Domenichino u. a. lernte Coypel in den Palazzi der Familie Farnese kennen. 
In Rom machte Coypel auch die Bekanntschaft von Gian Lorenzo Bernini und Carlo Maratta. Mit eigenen Werken beteiligte sich Coypel u. a. an Ausstellungen der Accademia di San Luca und wurde dort auch mit einem Preis geehrt. Nach eigenen Aussagen wurde Coypel aber auch vom Stil Correggios (dessen Kuppelfresken er in Parma studierte), Tizians und Veroneses (deren Werke er in Venedig studierte) beeinflusst und den Ansichten von Roger de Piles.

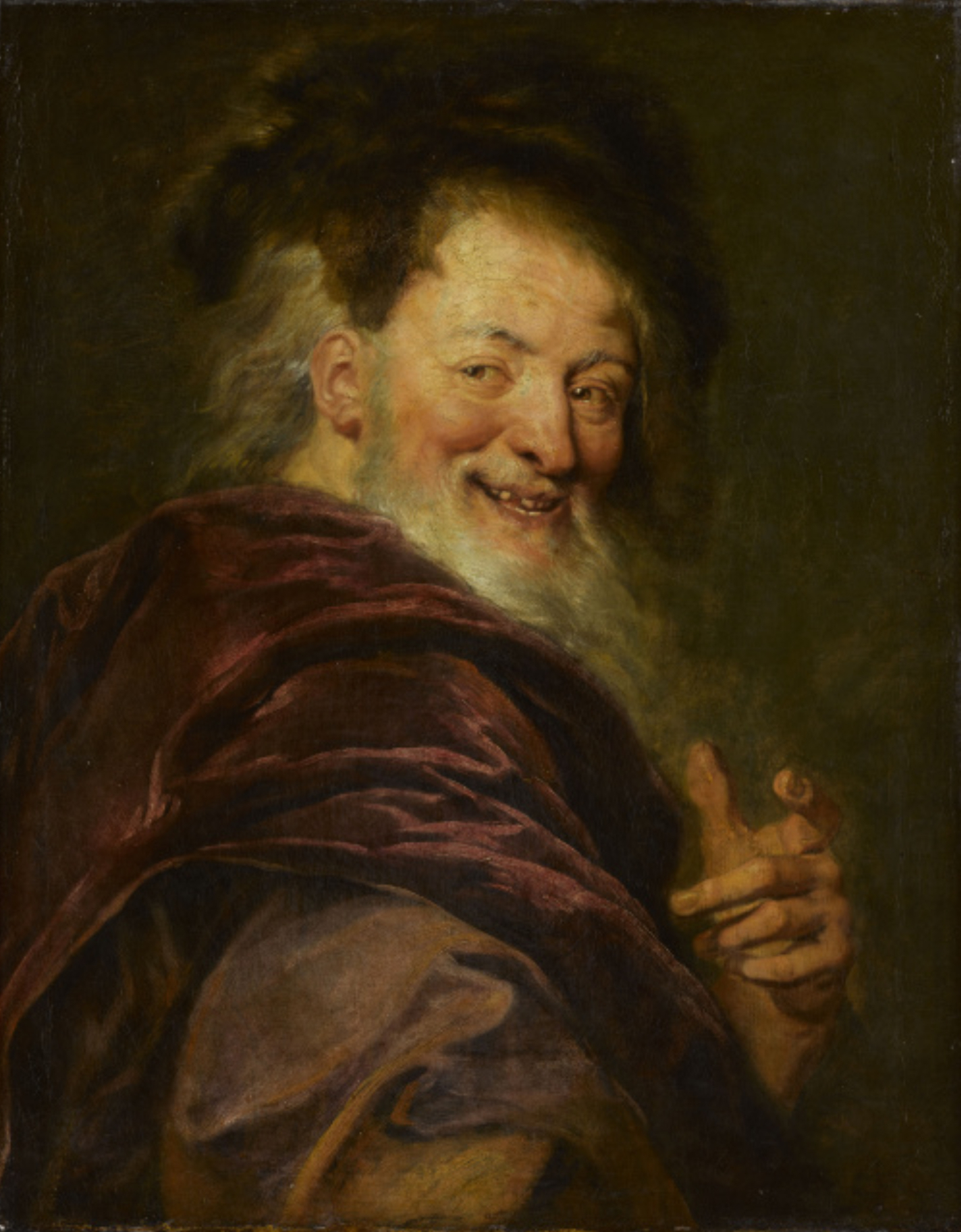
Darstellung des Demokrit, Antoine Coypel, 1692, Louvre-Museum

Nach fast vier Jahren kehrte Coypel im April 1676 nach Paris zurück und wurde dort Meisterschüler an der Académie royale de peinture et de sculpture. Im November desselben Jahres erhielt Coypel den zweiten Preis einer Ausstellung der Malklasse. 1680 erhielt er den Auftrag für das Maibild der Pariser Goldschmiedezunft (Himmelfahrt Mariä). Später berief man Coypel als Dozenten der Akademie (in die er im Oktober 1681 aufgenommen wurde) und 1714 sogar zu ihrem Direktor. 
Für die „Grande Mademoiselle“ malte er einen Pavillon im Schloss Choisy aus. Er malte im Auftrag des Herzogs von Orleans und dessen Sohnes, des späteren Regenten, wurde durch die einflussreichen Minister Colbert und Louvois gefördert. 1669 kam es zu einem Zerwürfnis zwischen dem Vater von Coypel und Jules Hardouin-Mansart, das sich auch auf Coypel ausdehnte. Coypel wollte schon nach England auswandern, erhielt aber Unterstützung durch den späteren Regenten (für den er 1701 die Große Galerie im Palais Royal mit Szenen aus dem Leben von Aeneas ausschmückte) und den Dauphin. Nach dem Tod von Mansart 1708 wurde Coypel auch wieder vom König beauftragt (Deckengemälde in der Kapelle von Versailles). 1710 wurde er Direktor der Königlichen Gemäldesammlung.
Als Nachfolger von Pierre Mignard avancierte Coypel 1716 (nachdem 1715 nach dem Tod von Ludwig XIV. der Regent die Macht übernahm) zum „Premier peintre du roi“ (Erster Maler des Königs). Als solcher wurde er auch 1717 in den Adelsstand erhoben. Aus diesen Jahren stammte die Büste, welche Antoine Coysevox geschaffen hatte.
Im Alter von 60 Jahren starb Antoine Coypel am 7. Januar 1722 in Paris.
Er heiratete 1688 Marie-Jeanne Bideau, mit der er zwei Söhne hatte, Philippe und den späteren Historienmaler Charles-Antoine Coypel. Dieser schrieb auch eine Biographie seines Vaters.
Er hinterließ eine Abhandlung über Malerei in Versform (Sur l excellence de la peinture, veröffentlicht 1883 in Paris).

## Werke (Auswahl)
- Die Vertreibung der Athalia aus dem Tempel
- Susanna von den Greisen angeklagt
- Esther vor Ahasver
- Rebekka und Elieser
- Silène barbouillé de mures par Eglé um 1701, Reims, Museé des Beaux-Arts
- Demokrit Louvre

## Verweise
1. ↑  Die Deckenfresken wurden später zerstört, Entwürfe sind aber erhalten
2. ↑  in Vie de Premiers Peintres du Roi, Paris 1752

| Personendaten    | Personendaten          |
| ---------------- | ---------------------- |
| NAME             | Coypel, Antoine        |
| KURZBESCHREIBUNG | französischer Hofmaler |
| GEBURTSDATUM     | 11. April 1661         |
| GEBURTSORT       | Paris                  |
| STERBEDATUM      | 7. Januar 1722         |
| STERBEORT        | Paris                  |